# Барбово
Барбово (укр. Барбово) — село в Мукачевской городской общине Мукачевского района Закарпатской области Украины.
Население по данным 2025 года составляло 948 человек. Почтовый индекс — 89677. Телефонный код — 3131. Занимает площадь 2,092 км². Код КОАТУУ — 2122785402.

## История
В 1946 году указом ПВС УССР село Барбово переименовано в Бородо́вку.
В 1995 году селу возвращено историческое название

## Известные уроженцы
- Жупан, Иосиф Васильевич–советский украинский писатель.